# Aixecament del 18 març de 1871

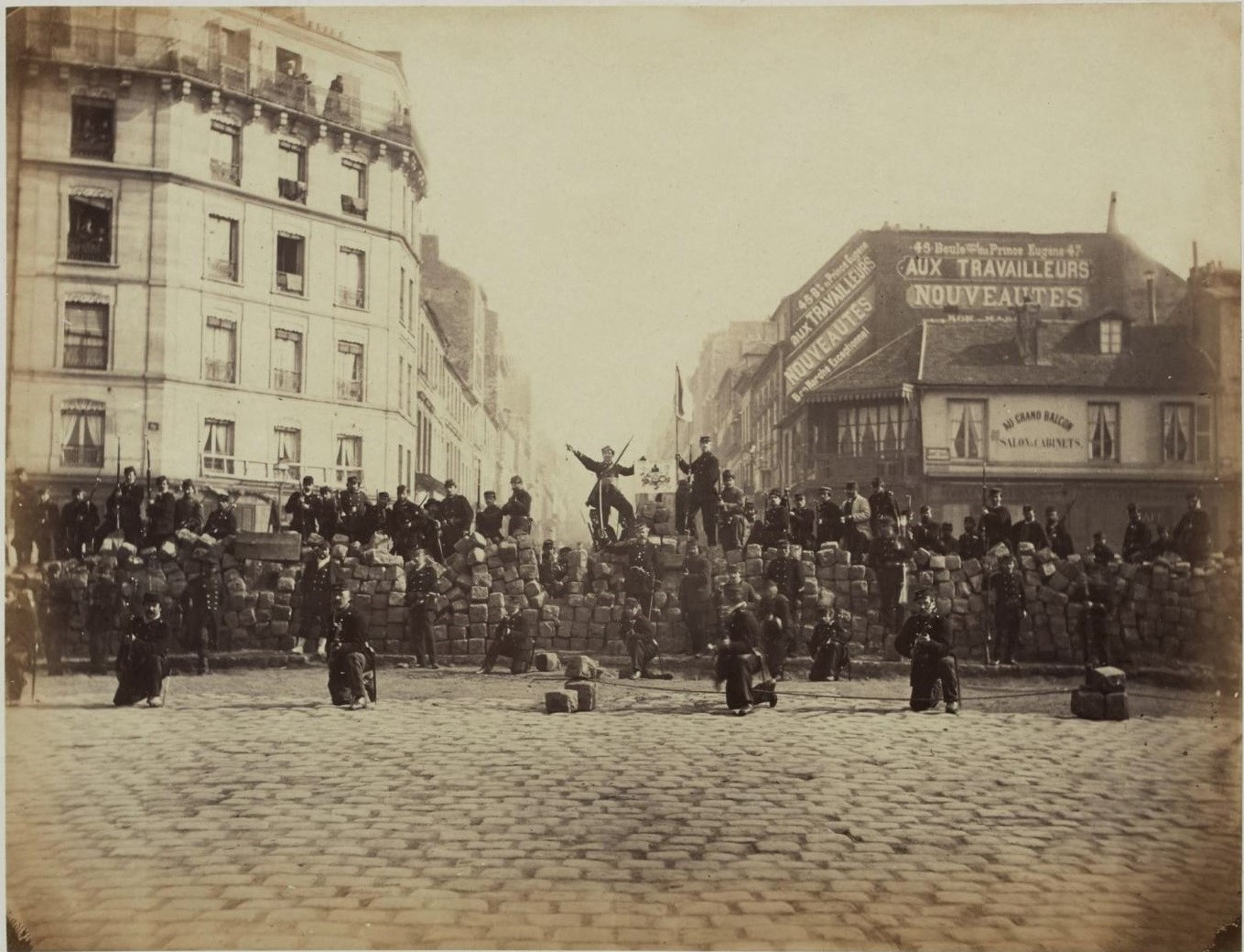
Una barricada durant la revolta del 18 de març de 1871.

L'aixecament del 18 de març de 1871 és la resposta dels parisencs a la decisió d'Adolphe Thiers de retirar les seves armes i els seus canons. Aquest va ser el principi de la Comuna de París.

## Antecedents
La guerra francoprussiana havia estat desastrosa per a França, amb París assetjada per tropes alemanyes des del 18 de setembre de 1870. El govern provisional va signar l'armistici el 28 de gener i el 26 de febrer, l'Assemblea Nacional (refugiada a Bordeus) ratifica el tractat de pau. Durant el setge de París, elements de la Guàrdia Nacional ja havien expressat la seva insatisfacció amb les operacions i la desconfiança envers el govern, especialment durant el 31 d'octubre i el 22 de gener. L'acord d'armistici preveia la cessió de'Alsàcia i la Lorena i una ocupació parcial de París que exasperava els parisencs que sostenien la ciutat contra els exèrcits prussians i augmentaven la tensió. Aquesta ocupació es reduí a tres dies (de l'1 al 3 de març).
Des del començament del mes de març, una agitació important regnà a París. Els barris de Belleville i de Ménilmontant van haver de ser evacuats per les tropes. El 4 de març, la caserna de la guàrdia republicana, al carrer Mouffetard, va ser atacada. El 8 de març, el govern no va poder treure per la força els canons instal·lats a Montmartre. El 9 de març, els batallons 7è, 8è i 16è de la guàrdia nacional mòbil es van amotinar. El 16 de març, el Govern tractà de treure per la força les armes instal·lades a la plaça del Vosges, però tornà a fallar.
El Govern estava decidit a restaurar la seva autoritat a París abans que els diputats, fins llavors instal·lats a Bordeus, no es reunissin a Versalles. El 17 de març a la nit, el govern, reunit al ministeri de relacions exteriors, va decidir retirar les armes que s'emmagatzemaven a Belleville i Montmartre. Els parisencs consideraven que aquestes armes els pertanyien. Una ordre fraudulenta signada amb el nom de Georges Clemenceau, l'alcalde del districte XVIII, fa tornar als guàrdies nacionals a les seves llars. Els canons no foren guardats per ningú. El dispositiu dissenyat per Thiers consistia en creuar París per fer que es rendís qualsevol tipus de resistència.
Les brigades dels generals Paturel i Lecomte, formades per uns 6000 homes i compostes pels regiments de línia, la guàrdia republicana i els guàrdies de la pau armats amb metralladores, havien de marxar cap a Montmartre. La infanteria, cavalleria i artilleria es mantingueren en reserva.
La divisió del General Faron, composta pels mateixos regiments, havia d'apoderarse de Buttes-Chaumont per controlar Bellevile i Ménilmontant, ocupar les estacions del nord i l'est. La divisió del General Maud'huy havia d'ocupar l'ajuntament, la plaça de la Bastilla, l'Île de la Cité, el pont d'Austerlitz i el port de l'Arsenal. El general Valentín, cap de la Policia, disposava de guàrdies republicans instal·lats a les casernes Lobau i de la Cité, i regiments de cavalleria de línia, i havia de controlar les Teuleries, la Concorde i els Camps Elisis. Alhora, només tres membres del comitè central de la Guàrdia Nacional estaven a l'escola del carrer Basfroi al districte XI.

## L'aixecament
El 18 de març, a les tres del matí, els soldats començaren a caminar cap als seus objectius que assoliren a les 6 hores, però ningú havia pensat a portar cavalls per endur-se els canons. Adolphe Thiers pilotà l'afer.
La població que es despertà, es recollí. Els guàrdies nacionals arribaren portant les armes. Alertat el comitè central del moviment de tropes, va fer sonar l'alarma en el districte XI, i ordenà posar barricades al barri.
«Els batallons responsables de les detencions als barris ocupats no se senten obligats a fer-ho, per por a disseminar les forces.» (arxius de l'exèrcit de terra). No només feia falta recuperar els canons, també detenir als líders revolucionaris.
Al voltant de les 8, els soldats del regiment 88 de línia fraternitzaren amb la població. El general Lecomte intentà oposar-s'hi, ordenà obrir foc contra la multitud, però els seus soldats posaren les culates en l'aire. A les 9, el general va ser capturat i portat al Château-Rouge, mentre que 80 policies del seu entorn van ser portats a un local de l'ajuntament del districte XVIII. Les tropes del general Paturel s'enfonsaren. Part de la reserva general Subvielle, situada entre la plaça Pigalle al Boulevard de Clichy, fraternitzaren també. La permanència del Comitè Central de la Guàrdia Nacional es veié reforçada per delegats procedents dels barris tranquils.
Al voltant de les 10 del matí, la informació arribà al govern. S'assabentà que les tropes del general Faron fraternitzaren i abandonaren els seus equips. Hi havia barricades al Faubourg Saint-Antoine, a Ménilmontant. El govern i el comandant de la guàrdia nacional, el general Louis d'Aurelle Paladines, tractaren d'organitzar una ofensiva sobre la base de la guàrdia nacional dels barris burgesos del centre i oest de la capital. Dels 12.000 amb què es comptà, només 600 contestaren la crida i els altres tornaren a casa en veure la debilitat de la seva força. També el general Joseph Vinoy, governador de París, decidí evacuar els barris de la riba esquerra del Sena i replegar les tropes a l'Acadèmia Militar.

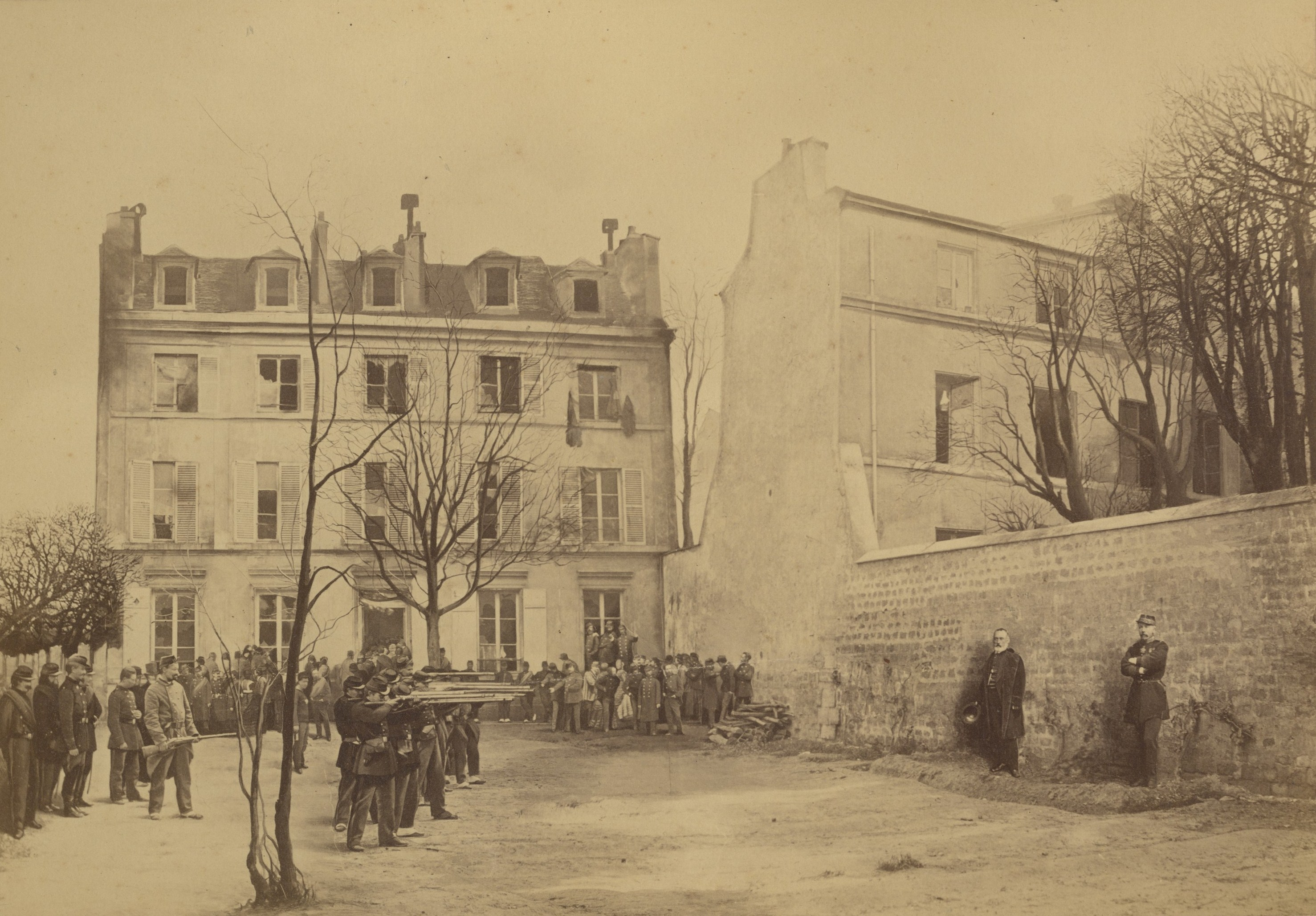
Els generals Claude Lecomte i Jacques Léon Clément-Thomas davant l'escamot d'execució

A 13 hores, el general Lecomte va ser transferit a Montmartre per ordre d'un comitè de vigilància local. Va ser atacat per la multitud en festa i pels seus propis soldats. Va ser acompanyat per un altre pres, el general Clément-Tomàs, un dels comandants de la sagnant repressió de la insurrecció de juny de 1848, que va ser reconegut tot i que anava de civil. A les 14 hores, el Comitè Central de la Guàrdia Nacional ordenà a tots els batallons que convergissin a l'Ajuntament (moviment que alguns d'ells ja havien començat). En aquest moment, Montmartre, l'estació de Sceaux, el local de l'ajuntament del districte XIV, l'estació d'Orleans, el Jardí des Plantes, el Palau de Luxemburg i l'ajuntament del districte V estaven en mans dels rebels.
Una columna vinguda de Montmartre marxà cap a la place Vendome, on hi havia la seu de la Guàrdia Nacional.
A les 15 hores, el govern tornà del seu esmorzar i es dividí sobre el que havia de fer: sortir de París per tornar a la força o l'organització de la resistència als districtes occidentals. Angoixat pels guàrdies nacionals que marxaven davant del ministeri on els ministres són, Thiers decidí abandonar París per anar a Versalles i va ordenar l'evacuació total de les tropes i la sortida de tots els funcionaris.
A la tarda, a Montmartre, la multitud atacà l'oficina de correus del carrer Rosiers on es trobaven els generals Lecomte i Clément-Thomas, que van ser executats sumàriament, malgrat la intervenció del Comitè de Vigilància de Montmartre i del batlle del districte XVIII, Clemenceau. L'Ajuntament de la Ciutat, on Jules Ferry tractà d'organitzar la resistència, va ser abandonat pels soldats.
A les 20 hores, el personal de la guàrdia nacional, a la plaça Vendome i a la prefectura de policia (buida), eren en mans dels rebels mentre estava envoltat l'Ajuntament. Les ordres del Comitè Central eren fer barricades purament defensives "a tot arreu". I "no atacar ". El batalló que voltava l'Ajuntament de la ciutat es retirà. Jules Ferry rebé l'ordre d'abandonar l'Ajuntament. A les 23 hores, la ciutat va ser envaïda i el Comitè Central de la Guàrdia Nacional s'hi va traslladar.
Però molts districtes, especialment a l'oest i el centre de la capital, no van ser controlats pels insurgents. Victoriós a París, el Comitè Central es va negar a marxar sobre Versalles, com alguns li van aconsellar. El seu propòsit no era en realitat prendre el poder, sinó la resistència a un govern colpista. Les intencions originals segueixen sense estar clares. Provocació, restauració (l'Assemblea era de fet en dos terços monàrquica) o potser una estratègia d'Adolphe Thiers per garantir l'accés al poder amb la repressió sagnant contra París.